# Guillaume-Chrétien de Lamoignon de Malesherbes
Guillaume-Chrétien de Lamoignon de Malesherbes (Parigi, 6 dicembre 1721 – Parigi, 22 aprile 1794) è stato un giurista e politico francese.
Illuminista, fu ministro e consigliere di Luigi XVI, protettore di Diderot e avvocato del re durante la Rivoluzione francese.
Malesherbes era inoltre il bisnonno del filosofo liberale Alexis de Tocqueville e una delle sue nipoti era cognata dello scrittore François-René de Chateaubriand. Venne ghigliottinato con parte della sua famiglia durante il Terrore.

## Biografia

### Il magistrato
Nato da un'importante famiglia della nobiltà di toga (noblesse de robe) parigina, figlio di Guillame de Lamoignon de Blancmesnil, fu nominato sostituto del procuratore generale del parlamento di Parigi nel 1741. Successivamente diventò consigliere nel 1744, primo presidente della corte degli ausili di Parigi e direttore della Biblioteca, cioè responsabile della censura reale sulle stampe, posizione di cui si servì per sostenere le prime Encyclopédie. Quando il privilegio venne revocato agli editori e il parlamento ordinò il sequestro delle carte di Diderot, Lamoignon de Malesherbes lo fece avvisare segretamente. «Diderot, costernato, corse da lui. "Che succede? gridava; come, in ventiquattro ore, traslocare tutti i miei manoscritti? Non ho il tempo di controllarli. E, soprattutto, dove trovare delle persone che vogliano incaricarsene e che possano farlo in sicurezza? - Mandateli a me, rispose Malesherbes, non li cercheranno certo qui"»
Nel 1771 il triumvirato di Maupeou prese il potere e soppresse i parlamenti. Per solidarietà con i suoi colleghi Malesherbes redasse le sue famose Rimostranze, che diffuse clandestinamente. Ricevette per tale motivo una lettera regia (lettre de cachet) che lo esiliò nel suo castello di Malesherbes, 70 km a sud di Parigi.
Dopo la morte di Luigi XV divenne segretario di stato alla Maison du roi. Il suo ingresso al ministero, con quello di Turgot, suscitò l'entusiasmo dell'opinione liberale. Mlle de Lespinasse scrisse a un amico, in tale occasione:
(Lettera a Jacques-Antoine-Hippolyte de Guibert, 6 luglio 1775, in Lettres del Mlle de Lepinasse, edizione Charpentier, 1876, p. 214)
 Il suo amico Gabriel-Henri Gaillard dirà di lui: «Era l'amore e la gioia della nazione.»
Ma, rapidamente, sopravvenne la disillusione. Così Malesherbes tentò vanamente di abolire il sistema delle lettere regie. L'anno successivo diede le dimissioni, in seguito alla caduta del suo amico Turgot.
Compose diverse memorie, per esempio Sulla necessità di ridurre le spese (Sur la nécessité de diminuer les dépenses). Un'altra riguardava i protestanti e contribuì a far istituire per loro uno stato civile dal guardiano dei sigilli de Basville, suo cugino.
Dal 1787 al 1788 fu membro del consiglio regale (Conseil d'En-haut), dove, pur proponendo alcune riforme, non venne mai ascoltato.
Aveva sposato Mlle Grimod de la Reynière che gli diede due figli: Pauline e Antoinette-Thérèse-Marguerite, che successivamente sposò Louis de Peletier de Rosanbo. Una delle loro figlie sposò il fratello di Chateaubriand ed un'altra fu la madre di Tocqueville.

### Il botanico

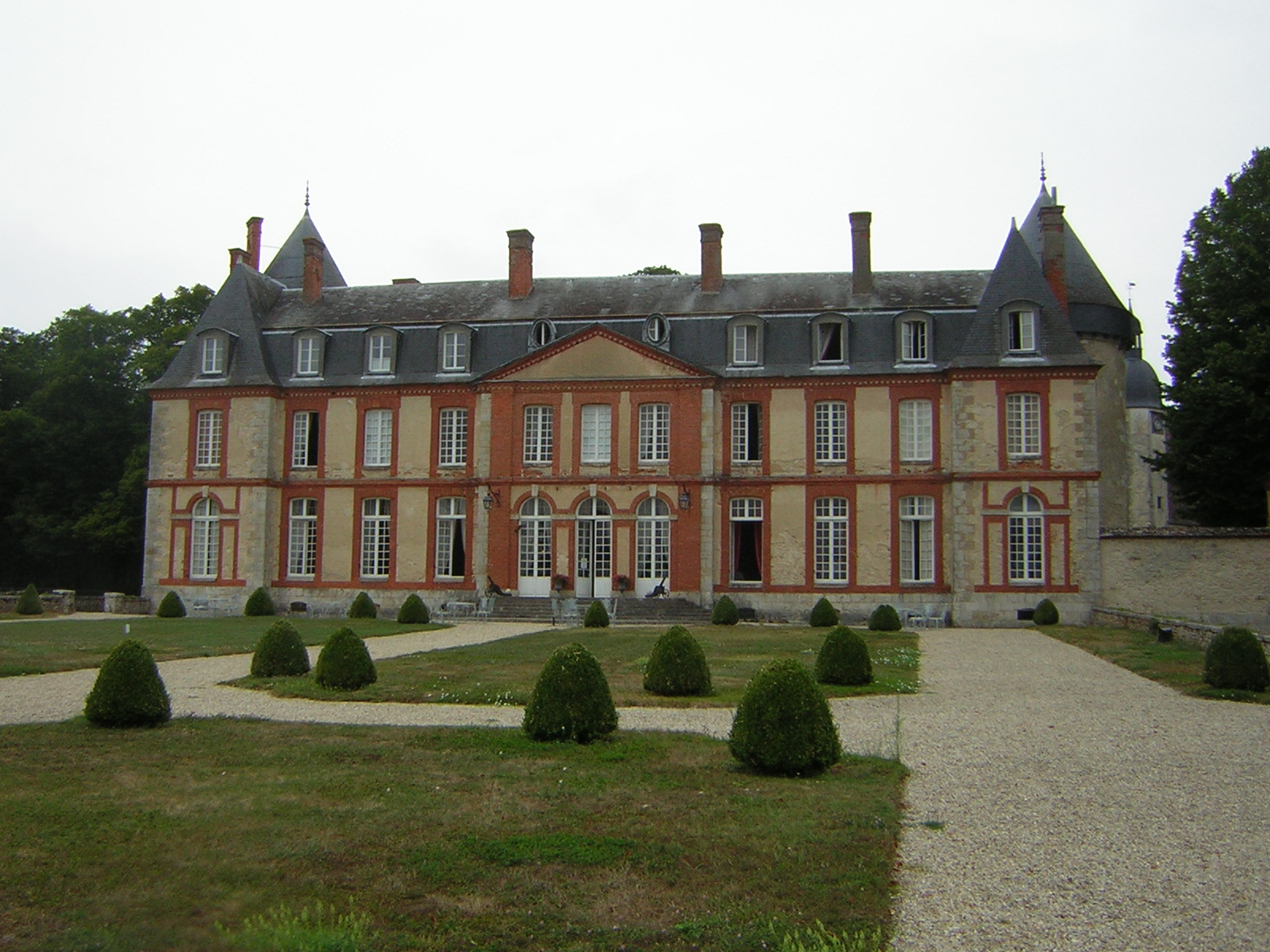
Château de Malesherbes

Malesherbes era dilettante di botanica. All'età di 24 anni seguì dei corsi di botanica tenuti da Jussieu, in seguito a ciò organizzò delle piantagioni nel suo castello di Malesherbes, nel dipartimento del Loiret. Per questo motivo mantenne un espitolario con Rousseau e Jefferson, scambiò piante e chiese consigli al suo vicino, il grande agronomo Duhamel de Monceau. Approfittò del fatto che suo nipote César-Henri de La Luzerne fosse governatore delle Isole Sottovento (nella Polinesia) per farsi inviare semi rari.
Sotto lo pseudonimo di Monsieur Guillame viaggiò in incognito in Francia, Paesi Bassi e Svizzera, riportandone una messe di osservazioni sia sull'agricoltura sia sugli aspetti industriali delle regioni attraversate e, naturalmente, anche piante per le sue collezioni.
Fu molto critico nei confronti di Buffon e demolì la sua Teoria della Terra.
Nel 1750 fu eletto membro dell'Accademia delle Scienze, nel 1759 dell'Académie des inscriptions e finalmente nel 1775 dell'Académie française.

### La Rivoluzione
Nel 1792 si recò da sua figlia, emigrata a Losanna, solo per tornare ben presto in Francia, pur avendo perso tutte le illusioni sulla rivoluzione. Per fedeltà al re, che comunque non lo contraccambiava per niente, si offre volontario per fornire la sua difesa al processo e scrisse al presidente della Convenzione: «Ignoro se la Convenzione Nazionale darà a Luigi XVI un aiuto per la difesa, e neppure se egli potrà sceglierlo. In questo caso vorrei che Luigi XVI sapesse che, se mi sceglie per tale funzione, sono pronto a dedicarmi ad essa.» Ma è lui che dovrà annunziare al re la sua sentenza di morte, il 20 gennaio 1793.
La Convenzione si ricorda di lui in pieno Terrore e, nel mese di dicembre, lo andarono a cercare nel suo ritiro. Fu riportato a Parigi ed incarcerato con la famiglia per "cospirazione con gli emigrati". Suo genero fu ghigliottinato il 21 aprile 1794. Il giorno successivo vengono giustiziati con lui la figlia, i nipoti (tra cui la moglie di Jean-Baptiste de Chateaubriand, con il marito stesso) e due suoi segretari. «Uscendo dalla prigione per salire sull'infame carretta, il suo piede urta una pietra e lo fa inciampare. "Ecco, dice sorridendo tristemente, un cattivo augurio; al mio posto un antico romano sarebbe rientrato in casa"..»
Il corpo di Malesherbes venne sepolto nel vecchio Cimitero degli Errancis. Solo due nipoti, tra cui Louise Madeleine Le Peletier de Rosanbo (futura madre di Alexis de Tocqueville) si salvarono in seguito alla caduta di Robespierre.